# یو سانگ-چول
یو سانگ-چول (انگلیسی: Yoo Sang-chul؛ زادهٔ ۱۸ اکتبر ۱۹۷۱ – درگذشته ۷ ژوئن ۲۰۲۱) بازیکن سابق و مربی فوتبال اهل کره جنوبی بود.
از باشگاه‌هایی که در طول عمر خود در آنها بازی کرده‌است می‌توان به اولسان هیوندای، یوکوهاما مارینوس، و کاشیوا ریسول اشاره کرد.
وی همچنین در تیم ملی فوتبال کره جنوبی بازی کرده و در جام‌های جهانی ۱۹۹۸ و ۲۰۰۲ عضو این تیم بود. یو سانگ چول در سن ۴۹ سالگی و پس از ماه‌ها مبارزه با بیماری سرطان پانکراس درگذشت.